# Cord Mente

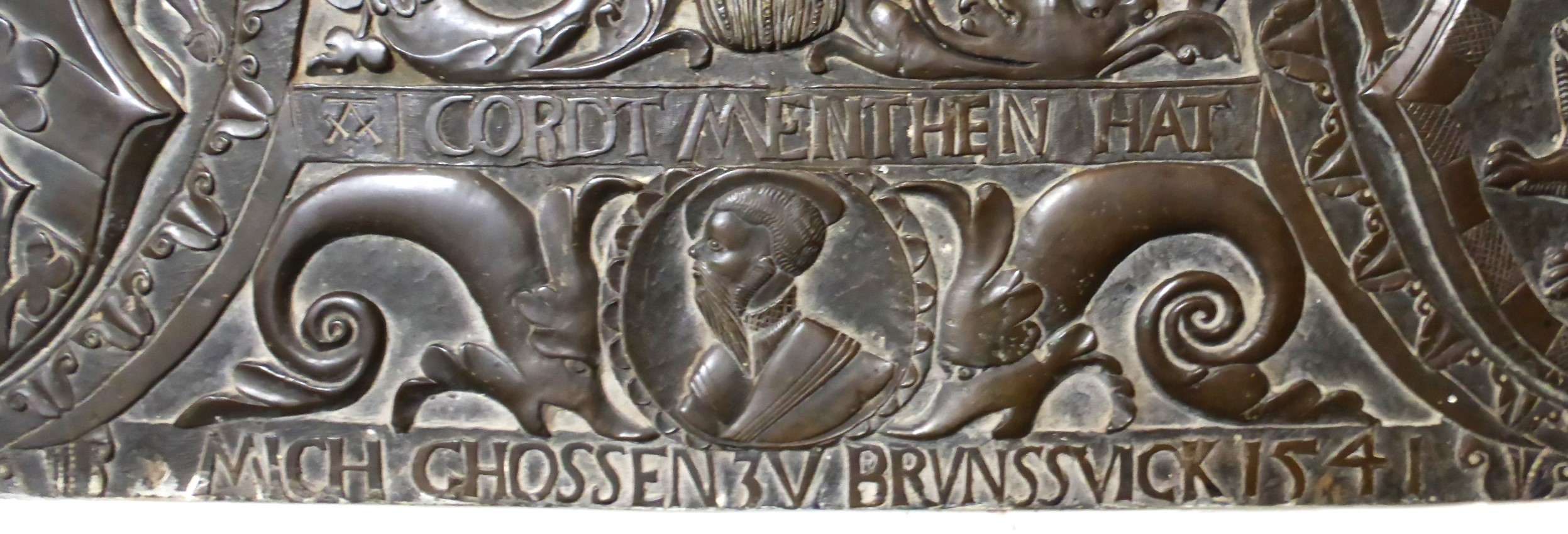
Mutmaßliches Selbstbildnis mit Künstlerinschrift von Cordt Menthe am unteren Rand der Grabplatte für Herzog Erich I. in St. Blasius, Hann. Münden

Cord Mente (auch Cor(d)t, Curd und Menthe; * um 1500 in Braunschweig; † 1574) war ein deutscher Erzgießer. Er war von 1532 bis 1550 Büchsen- und Zeugmeister der Stadt Braunschweig, nachfolgend herzoglicher Zeugmeister in Wolfenbüttel.

## Leben
Der Sohn des Bronzegießers Hinrik Mente d. J. entstammte einer überregional bekannten Braunschweiger Gießerfamilie. Der Ruf der Braunschweiger Gießkunst war zu Mentes Zeit so bedeutend, dass Landgraf Philipp von Hessen 1532 seinen Zeugmeister zur Begutachtung nach Braunschweig sandte.

### Zeugmeister der Stadt Braunschweig
Nachdem die Stadt Braunschweig 1531 dem protestantischen Schmalkaldischen Bund beigetreten war, drohte eine erneute Auseinandersetzung mit dem welfischen Landesherrn. In dieser Zeit goss Mente für die Stadt eine Vielzahl von Geschützen, wofür auch Glocken, Leuchter und Kirchengerät eingeschmolzen wurden. Mente wurde 1532 vom Rat der Stadt zum Büchsen- und Zeugmeister auf Lebenszeit ernannt. Im Jahre 1542 nahm er an der Belagerung der herzoglichen Residenzstadt Wolfenbüttel durch die Truppen des Schmalkaldischen Bundes teil. Die Festung ergab sich am 12. August 1542. Nach der Schlacht bei Mühlberg 1547 brach die Schmalkaldische Herrschaft jedoch zusammen und die Stadt Braunschweig musste für Kaiser Karl V. 12 Geschütze als Sühnegabe gießen.

### In herzoglichen Diensten
Die Spannungen zwischen dem Rat der Stadt Braunschweig und Herzog Heinrich d. J. führten 1550 dazu, dass Mente das mehrmalige unerlaubte Verlassen der Stadt als Konspiration mit dem Feind ausgelegt wurde. Er floh nach Wolfenbüttel und trat spätestens 1556 in herzogliche Dienste. Die Bestallung zum Obersten Zeugmeister datiert vom 25. Oktober 1561. Diese ist von Herzog Julius am 26. Dezember 1570 auf drei Jahre erneuert worden. 1570/71 organisierte Mente ein Probeschießen mit einer neu erfundenen Munition, den Harzer Schlacken-Kanonenkugeln. Diese wurden seit 1569 aus Nebenprodukten der Erzverhüttung in hoher Stückzahl gegossen und auch exportiert. Er verfasste dazu 1574 ein schriftliches Gutachten. Mente war auch an Baumaßnahmen beteiligt, darunter der Wiederaufbau der Wolfenbütteler Verteidigungsanlagen, der Ausbau der Sommerresidenz in Hessen und der Umbau der Harzburg.
Für die berühmte Handschriftensammlung der Wolfenbütteler Herzog August Bibliothek ist Mente insofern von Bedeutung, als er Herzog Julius am 17. Juni 1555 eine Handschrift aus dem 15. Jahrhundert über die Fechtkunst schenkte. Diese wurde der erste Zugang der Sammlung.
Mente starb um 1574 als vermögender Bürger und wurde in der Marienkapelle in Wolfenbüttel bestattet. Nach ihm ist die dortige Cort-Mente-Straße (mit t!) benannt.

### Familie
Mente war verheiratet Margareta Behren (1501–1597), Tochter des Ratsherren der Neustadt Hans Behren. Im Jahre 1546 kaufte er ein Haus in der Weberstraße 43. In Wolfenbüttel lebte die Familie seit 1561 in einem Wohnhaus auf dem Damme, heute Schlossplatz 19. Der jüngste, in Goslar nachweisbare Sohn Julius († 1595) arbeitete wie der Vater als Bronzegießer.

## Werke
Besondere Bedeutung haben die beiden in der Wolfenbütteler Hauptkirche BMV erhaltenen Arbeiten, eine reich geschmückte Glocke aus dem Jahre 1566 und das ursprünglich für die Schlosskapelle geschaffene Taufbecken von 1571. Weitere Werke Mentes sind im Folgenden aufgeführt:
- Bronzene Schlagglocke im Kloster Wienhausen, Gemeindekirche (1525)[5]
- Epitaph für Dompropst Levin von Veltheim im Hildesheimer Dom (1531)[6]
- Geschütz „Judas Thaddäus“ für die Stadt Hannover (1536)[7]
- Bronzener Flaschenzug für ein Haus in Göttingen (1539)[8]
- Grabplatte des Herzogs Erich I. von Braunschweig-Calenberg in der ev.-luth. Kirche St. Blasius in Hann. Münden (1541)[1]
- Acht Geschütze für die Stadt Einbeck (1541–1550)[9]
- Sieben Geschütze namens „Jupiter“, „Lerche“, „Schwan“, „Strauß“, „Zaunkönig“, „Samson“ und „Der fliegende Drache“ für die Stadt Hildesheim (1544–1549)[10]
- Geschütz „Nachtigall“ für die Stadt Hannover (1547)[11]